# Medb Lethderg
A la mitologia irlandesa Medb Lethderg era una deessa de la sobirania associada amb Tara. Medb va ser la muller o la amant de nou reis successius, incloent Fedlimid Rechtmar, Art mac Cuinn i Cormac mac Airt.
És probablement basada en la mateixa inspiració que la Medb del Connachta al Cicle de l'Ulster (Byrne 2001).
El poema "Macc Moga Corbb celas clú" en el Leabhar na Laigineach (Llibre de Leinster) està dedicat a ella.